# Китайський світ

Культурний ареал китайського письма

Китайський світ, Синосфера (англ. sinosphere), або культурний ареал китайського письма ( кит.: 漢字文化圈) — китайська культурна сфера як сукупність тих країн Східної Азії, чия культура та писемність формувалися під впливом китайських (ханьських) зразків. Для країн китайської культурної сфери (на відміну, скажімо, від країн індійської культурної сфери) характерне використання різних варіантів ієрогліфічної писемності. До числа країн китайського світу відносять Внутрішній Китай (з Тайванем), Корею, Японію, В'єтнам, іноді також Сінгапур і Малайзію. Біля витоків поняття стояв американський мовознавець Джеймс Метісофф.
Розвиток сіносфери відбувалося під впливом не тільки Китаю, але і сусідніх державних утворень. Важливим кордоном в її розвитку стала династія Тан, коли китайська держава вперше виявилася оточена сусідськими країнами з близьким рівнем цивілізації (Наньчжао, корейські царства і ін).